# Allée couverte de la Loge Morinais
L' allée couverte de la Loge Morinais ou allée couverte de la Voltais est une allée couverte située à Monteneuf dans le département français du Morbihan.

## Description
Le tumulus de forme très allongée est encore discernable,. L'allée couverte est en partie ruinée mais son architecture générale est encore compréhensible. Elle mesure 14 m de longueur sur environ 1,50 à 2 m de largeur. Elle est orientée selon un axe sensiblement est-nord-est/ouest-sud-ouest. Son extrémité occidentale est constituée de deux dalles dessinant une forme d'entonnoir et d'une troisième placée perpendiculairement aux deux autres formant cloison avec l'intérieur de la chambre funéraire, cet aménagement pourrait correspondre à une cellule terminale. La plupart des dalles de couverture ont disparu mais quelques-unes sont encore visibles affaissées,. Toutes les dalles sont en schiste pourpre.
Le site mégalithique des Pierres Droites est situé à environ 1 km au sud-est de l'allée couverte.